# Västerås Slalomklubb
Västerås Slalomklubb, VSLK, är en skidklubb i Västerås, bildad 1945. Klubben har bedrivet verksamhet vid bland annat Vallby, Björnön och senast på Vedbo innan nedläggningen av backen 1996. Klubben har haft flera framgångsrika åkare under åren som deltagit i såväl SM som i större sammanhang. När Vedbobacken lades ner 1996 minskade medlemsantalet drastiskt, men tack vare arbete inom klubben har Västerås slalomklubb åter etablerat sig som en svensk skidklubb.